# 亜硫酸オキシダーゼ
亜硫酸オキシダーゼ（ありゅうさんオキシダーゼ、sulfite oxidase）は、すべての真核生物のミトコンドリアに存在する酵素である。亜硫酸が硫酸に酸化されることにより発生した電子は、シトクロムcを経由して電子伝達系へ移され、酸化的リン酸化によるATP合成に使われる。これは硫黄を含む化合物の代謝の最終ステップであり、硫酸は排泄されることとなる。
亜硫酸オキシダーゼはモリブデンとヘムを補酵素として利用する金属酵素である。この酵素はシトクロムb 5の一つであり、DMSOレダクターゼ、キサンチンオキシダーゼおよび亜硝酸還元酵素を含むオキソトランスフェラーゼのスーパーファミリーに属する。
哺乳類では、亜硫酸オキシダーゼの発現量は肝臓、腎臓および心臓で高く、脾臓、脳、骨格筋および血液で低い。

## 構造
亜硫酸オキシダーゼはN末端とC末端とで2個の等しいサブユニットからなるホモダイマーである。それぞれ2個のサブユニットはループを形成する10個のアミノ酸残基によって結合している。N末端ドメインはヘムを含む3つの隣接した逆平行のβシートと5つのαヘリックスからなる。C末端ドメインは13個のβシートと3個のαヘリックスとそれに囲まれたモリブドプテリン補因子からなる。モリブドプテリンはMo(VI)中心を持ち、これはシステイン由来の硫黄と、ピラノプテリン由来のエン-ジチオレート、そして2つの末端酸素により結合している。このモリブドプテリン中心は亜硫酸の触媒酸化の場所となる。

## 活性部位と機構

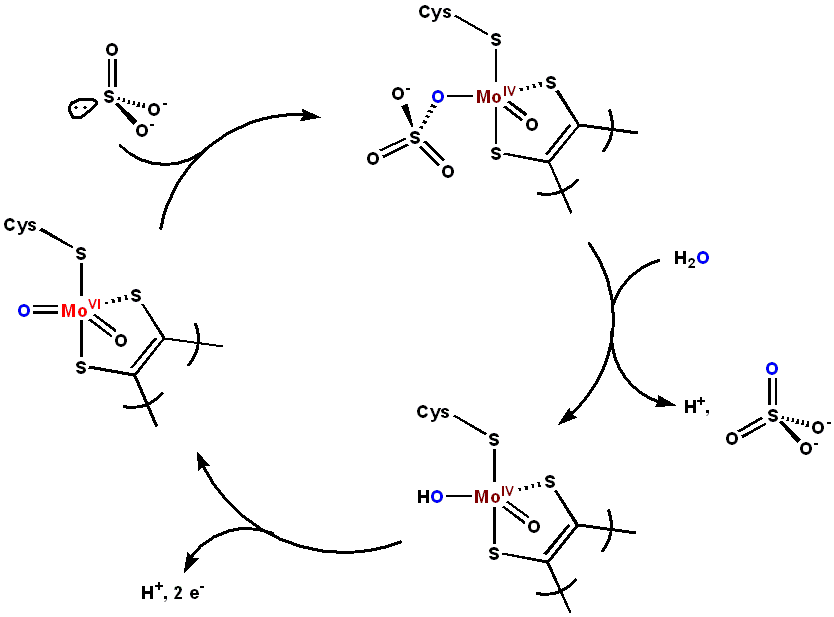
亜硫酸オキシダーゼの触媒機構

亜硫酸オキシダーゼの活性部位にはモリブドプテリンがあり、モリブデンの最高酸化数（+6）を支えている。酵素が酸化状態のときモリブデンはシステインチオラートとモリブドプテリンのジチオレン基、および2個の末端酸素原子に配位されている。亜硫酸と反応するとき酸素原子の一つが亜硫酸に転移し硫酸となり、モリブデンの酸化数は+4になる。そして、水が硫酸と置き換わり、2個のプロトンと2個の電子が活性部位から遊離し、活性部位は元の状態に戻る。特筆すべき点はこの酵素反応で使われる酸素原子は酸素分子由来ではなく、水分子由来という点である。